# Kóstas Gavróglou
Kóstas Gavróglou (en forme longue Konstantínos Gavróglou, en grec moderne : Κώστας ou Κωνσταντίνος Γαβρόγλου, est un professeur d’université grec. Depuis 2015, il est actif en politique, d’abord comme député, puis comme ministre de l'Éducation de 2016 à 2019.

## Biographie
Gavróglou est élu député en septembre 2015, il représente le parti Syriza lors de la XVIIe législature du Parlement hellénique. Lors du remaniement de novembre 2016 du gouvernement Tsípras II, il est nommé ministre de l’Éducation, de la Recherche et des Affaires religieuses.